# Hsiang–Lawsons förmodan
Inom matematiken är Hsiang–Lawsons förmodan en förmodan som säger att Cliffordtorusen är den enda minimalt inbäddade torusen i 3-sfären S3. I mars 2012 gav Simon Brendle ett bevis av förmodandet baserat på maximumprinciptekniker.